# المنشقون الإيرانيون
يتألف المنشقون الإيرانيون من مجموعات متفرقة ترفض الحكومة الحالية وبالتالي النظام السابق، وتسعى بدلاً من ذلك إلى إقامة مؤسسات ديمقراطية.

## المنشقون البارزون
- روح الله الخميني - المنفي عام 1964 لمعارضته حكم الشاه، وأصبح فيما بعد المرشد الأعلى لإيران بعد ثورة 1979.
- رضا بهلوي، ولي عهد إيران - الابن البكر للشاه المخلوع.
- مسعود رجوي - زعيم حركة مجاهدي خلق.
- مريم رجوي - زوجة مسعود رجوي، زعيم حركة مجاهدي خلق.